# 모고렐라
모고렐라(Mogorella), 사르데냐어로는 모고레다(Mogoredda)는 이탈리아 사르데냐 주 오리스타노도에 있는 코무네이다. 칼리아리에서 북서쪽으로 약 80 km (50 mi) 떨어져 있으며, 오리스타노에서 동쪽으로 약 25 km (16 mi) 떨어져 있다.
모고렐라는 다음 코무네들과 경계를 이룬다: 알바자라, 루이나스, 우셀루스, 빌라산탄토니오, 빌라우르바나.